# 托雷-德皮切纳尔迪
托雷-德皮切纳尔迪（義大利語：Torre de' Picenardi），是意大利克雷莫纳省的一个市镇。总面积17平方公里，人口1820人，人口密度107.1人/平方公里（2009年）。国家统计（ISTAT）代码为019107。